# Кахер (остров)
Кахер (ирл. Oileán na Cathrach, англ. Caher) — необитаемый остров вблизи западного побережья Ирландии, в заливе Клю, графство Мейо. Расположен между островами Клэр и Иништурк. Ранее (в VI-VII вв.) здесь были расположены монашеские поселения; существует традиция паломничества сюда 15 августа. Плоский камень на южно-восточной части развалин местной часовни назван в честь святого Патрика Leaba Phádraic.